# CONCACAF-kampioenschap voetbal onder 17 - 2007
Het CONCACAF-kampioenschap voetbal onder 17 van 2007 was de 13e editie van het CONCACAF-kampioenschap voetbal onder 17. Dit toernooi diende tussen 1999 en 2007 meer als kwalificatietoernooi. Er werd geen winnaar uitgeroepen en er was ook geen knock-outfase.
Het toernooi werd gespeeld in twee groepen, waarbij de nummer 1 en 2 zich plaatsen voor het wereldkampioenschap voetbal onder 17 van 2007. In groep B kwalificeerde ook de nummer 3 zich voor het toernooi. De gekwalificeerde landen waren Costa Rica, Verenigde Staten, Trinidad en Tobago, Haïti en Honduras.

## Gekwalificeerde landen
| Team               | Kwalificatie                     | Aantal deelnames |
| ------------------ | -------------------------------- | ---------------- |
| Honduras           | gastland                         | 12e              |
| Verenigde Staten   | automatisch                      | 12e              |
| Costa Rica         | Centraal-Amerikaanse zone        | 10e              |
| El Salvador        | Centraal-Amerikaanse zone        | 12e              |
| Canada             | Caraïbische zone (CFU Youth Cup) | 11e              |
| Haïti              | Caraïbische zone (CFU Youth Cup) | 3e               |
| Trinidad en Tobago | Caraïbische zone (CFU Youth Cup) | 9e               |
| Jamaica (gastland) | Caraïbische zone (CFU Youth Cup) | 9e               |
| Mexico             | Caraïbische zone (CFU Youth Cup) | 12e              |

## Groepsfase

### Groep A
| Pos. | Land        | GW | W | G | V | DV | DT | +/− | Ptn. |
| ---- | ----------- | -- | - | - | - | -- | -- | --- | ---- |
| 1    | Haïti       | 3  | 1 | 2 | 0 | 4  | 1  | +3  | 5    |
| 2    | Honduras    | 3  | 1 | 2 | 0 | 2  | 1  | +1  | 5    |
| 3    | Mexico      | 3  | 0 | 3 | 0 | 2  | 2  | 0   | 3    |
| 4    | El Salvador | 3  | 0 | 1 | 2 | 2  | 6  | –4  | 1    |

|                    |                                         |     |                                       |                                                                                  |
| 4 april 2007 14:00 | El Salvador                             | 2–2 | Mexico                                | Tegucigalpa, Honduras Toeschouwers: 13.482 Scheidsrechter: Edgar Rodrígurz (CRC) |
| 4 april 2007 14:00 | Andrés Flores 18' William Maldonado 50' |     | Andrés Rodríguez 20' Jesús Cuevas 81' | Tegucigalpa, Honduras Toeschouwers: 13.482 Scheidsrechter: Edgar Rodrígurz (CRC) |

|                    |                 |     |                |                                                                                |
| 4 april 2007 16:00 | Honduras        | 1–1 | Haïti          | Tegucigalpa, Honduras Toeschouwers: 13.482 Scheidsrechter: Dave Peterkin (JAM) |
| 4 april 2007 16:00 | Roger Rojas 18' |     | Jean Vobre 15' | Tegucigalpa, Honduras Toeschouwers: 13.482 Scheidsrechter: Dave Peterkin (JAM) |

|                    |        |     |       |                                                                               |
| 6 april 2007 14:00 | Mexico | 0–0 | Haïti | Tegucigalpa, Honduras Toeschouwers: 3.000 Scheidsrechter: Philip Jordan (TRI) |
| 6 april 2007 14:00 |        |     |       | Tegucigalpa, Honduras Toeschouwers: 3.000 Scheidsrechter: Philip Jordan (TRI) |

|                    |                  |     |             |                                                                                  |
| 6 april 2007 16:00 | Honduras         | 1–0 | El Salvador | Tegucigalpa, Honduras Toeschouwers: 18.483 Scheidsrechter: Ricardo Salazar (USA) |
| 6 april 2007 16:00 | Julio Ocampo 60' |     |             | Tegucigalpa, Honduras Toeschouwers: 18.483 Scheidsrechter: Ricardo Salazar (USA) |

|                    |                                                   |     |             |                                                                                  |
| 8 april 2007 14:00 | Haïti                                             | 3–0 | El Salvador | Tegucigalpa, Honduras Toeschouwers: 27.080 Scheidsrechter: Egdar Rodríguez (CRC) |
| 8 april 2007 14:00 | Nomil Valdo 39' Herold Charles 42' Jean Vobre 78' |     |             | Tegucigalpa, Honduras Toeschouwers: 27.080 Scheidsrechter: Egdar Rodríguez (CRC) |

|                    |          |     |        |                                                                               |
| 8 april 2007 16:00 | Honduras | 0–0 | Mexico | Tegucigalpa, Honduras Toeschouwers: 27.080 Scheidsrechter: Walter López (GUA) |
| 8 april 2007 16:00 |          |     |        | Tegucigalpa, Honduras Toeschouwers: 27.080 Scheidsrechter: Walter López (GUA) |

### Groep B
| Pos. | Land               | GW | W | G | V | DV | DT | +/− | Ptn. |
| ---- | ------------------ | -- | - | - | - | -- | -- | --- | ---- |
| 1    | Verenigde Staten   | 4  | 3 | 0 | 1 | 9  | 5  | +4  | 9    |
| 2    | Costa Rica         | 4  | 2 | 1 | 1 | 4  | 2  | +2  | 7    |
| 3    | Trinidad en Tobago | 4  | 2 | 0 | 2 | 3  | 6  | –3  | 4    |
| 4    | Canada             | 4  | 1 | 1 | 2 | 6  | 6  | 0   | 4    |
| 5    | Jamaica            | 4  | 1 | 0 | 3 | 3  | 7  | –4  | 3    |

|                     |                                   |     |                    |                                                                                     |
| 28 april 2007 17:00 | Costa Rica                        | 2–0 | Trinidad en Tobago | National Stadium, Kingston Toeschouwers: 4.000 Scheidsrechter: Roberto Garcia (MEX) |
| 28 april 2007 17:00 | Jorge Castro 70' Diego Brenes 76' |     |                    | National Stadium, Kingston Toeschouwers: 4.000 Scheidsrechter: Roberto Garcia (MEX) |

|                     |         |                                                       |        |                                                                                     |
| 28 april 2007 19:00 | Jamaica | 0–3                                                   | Canada | National Stadium, Kingston Toeschouwers: 4.000 Scheidsrechter: Luis Rodriguez (PAN) |
| 28 april 2007 19:00 |         | Daniel Tannous 6' Jarek Whiteman 42' William Hyde 84' |        | National Stadium, Kingston Toeschouwers: 4.000 Scheidsrechter: Luis Rodriguez (PAN) |

|                     |        |     |            |                                                               |
| 30 april 2007 17:00 | Canada | 0–0 | Costa Rica | National Stadium, Kingston Scheidsrechter: Ruben Angela (ARU) |
| 30 april 2007 17:00 |        |     |            | National Stadium, Kingston Scheidsrechter: Ruben Angela (ARU) |

|                     |                    |                                        |                  |                                                                |
| 30 april 2007 19:00 | Trinidad en Tobago | 0–3                                    | Verenigde Staten | National Stadium, Kingston Scheidsrechter: Elmer Bonillo (SLV) |
| 30 april 2007 19:00 |                    | Alex Nimo 2', 62' Ellis McLoughlin 38' |                  | National Stadium, Kingston Scheidsrechter: Elmer Bonillo (SLV) |

|                  |                                    |     |                    |                                                                 |
| 2 mei 2007 17:00 | Verenigde Staten                   | 2–1 | Canada             | National Stadium, Kingston Scheidsrechter: Roberto Garcia (MEX) |
| 2 mei 2007 17:00 | Billy Schuler 10' Mykell Bates 23' |     | Cederic Carrie 54' | National Stadium, Kingston Scheidsrechter: Roberto Garcia (MEX) |

|                  |         |                  |            |                                                                |
| 2 mei 2007 19:00 | Jamaica | 0–1              | Costa Rica | National Stadium, Kingston Scheidsrechter: Jose Guererro (NCA) |
| 2 mei 2007 19:00 |         | Esteban Luna 66' |            | National Stadium, Kingston Scheidsrechter: Jose Guererro (NCA) |

|                  |                        |     |                                 |                            |
| 4 mei 2007 17:00 | Canada                 | 1–2 | Trinidad en Tobago              | National Stadium, Kingston |
| 4 mei 2007 17:00 | Randy Edwini-Bonsu 46' |     | Leston Paul 4' Stephen Knox 38' | National Stadium, Kingston |

|                  |                                                         |     |                                    |                                                                 |
| 4 mei 2007 19:00 | Jamaica                                                 | 3–2 | Verenigde Staten                   | National Stadium, Kingston Scheidsrechter: Luis Rodriguez (PAN) |
| 4 mei 2007 19:00 | Shamari Brown 78' Orgill Dever 82' John Ross Doyley 91' |     | Sheanon Williams 15' Alex Nimo 33' | National Stadium, Kingston Scheidsrechter: Luis Rodriguez (PAN) |

|                  |                                        |     |                  |                                                                                    |
| 6 mei 2007 17:00 | Verenigde Staten                       | 2–1 | Costa Rica       | National Stadium, Kingston Toeschouwers: 1.000 Scheidsrechter: Elmer Bonillo (SLV) |
| 6 mei 2007 17:00 | Gregory Garza 13' Ellis McLoughlin 20' |     | Marcos Urena 55' | National Stadium, Kingston Toeschouwers: 1.000 Scheidsrechter: Elmer Bonillo (SLV) |

|                  |         |                  |                    |                                                                                    |
| 6 mei 2007 19:00 | Jamaica | 0–1              | Trinidad en Tobago | National Stadium, Kingston Toeschouwers: 1.000 Scheidsrechter: José Guerrero (NCA) |
| 6 mei 2007 19:00 |         | Kevin Molino 13' |                    | National Stadium, Kingston Toeschouwers: 1.000 Scheidsrechter: José Guerrero (NCA) |